# Daniël De Raeve
Daniël De Raeve (31 mei 1962 - 13 maart 1996) was een Belgisch voetballer die speelde als verdediger.

## Carrière
De Raeve speelde voor KFC Winterslag, Bilzerse VV, Sporting Lokeren, KRC Genk en KVC Westerlo.